# سيمور كاسل
سيمور كاسل (بالإنجليزية: Seymour Cassel)‏ مواليد 22 يناير 1935 في ديترويت، هو ممثل أمريكي بدأ مسيرته الفنية سنة 1959.

## الأعمال
- ديك تريسي
- شهر العسل في فيجاس
- يمكن أن يحدث لك
- سرقة هارفارد

## روابط خارجية
- سيمور كاسل على موقع IMDb (الإنجليزية)
- سيمور كاسل على موقع الموسوعة البريطانية (الإنجليزية)
- سيمور كاسل على موقع روتن توميتوز (الإنجليزية)
- سيمور كاسل على موقع ألو سيني (الفرنسية)
- سيمور كاسل على موقع تيرنر كلاسيك موفيز (الإنجليزية)
- سيمور كاسل على موقع أول موفي (الإنجليزية)
- سيمور كاسل على موقع قاعدة بيانات الأفلام السويدية (السويدية)
- سيمور كاسل على موقع إن إن دي بي (الإنجليزية)
- سيمور كاسل على موقع قاعدة بيانات الفيلم (الإنجليزية)
- سيمور كاسل على موقع كينوبويسك (الروسية)